# Алиев, Эрис Хан Султан Гирей
Эрис(-)Хан Султа́н Гире́й Али́ев (Эрисха́н Али́ев; 30 апреля 1855, Старые Атаги, Терская область — 1920, Грозный, Терская область) — российский военный деятель, верховный Правитель Чечни, генерал от артиллерии (1914), представитель тейпа Хаккой.

## Образование
Окончил Ставропольскую классическую гимназию, 2-е военное Константиновское училище, Михайловское артиллерийское училище (1876) и Михайловскую артиллерийскую академию.

## Офицер-артиллерист
10 августа 1876 года был произведён в подпоручики Кавказской гренадерской артиллерийской бригады. Участник русско-турецкой войны 1877—1878 годов, за боевые отличия награждён орденами Святого Станислава 3-й степени с мечами и бантом и Святой Анны 3-й степени с мечами и бантом. С 1 октября 1895 года — командир батареи лейб-гвардии 3-й артиллерийской бригады. С 25 февраля 1900 года — командир 2-го дивизиона 20-й артиллерийской бригады.

### Участие в русско-японской войне
С 13 ноября 1903 года — командир 26-й артиллерийской бригады, с которой вступил в русско-японскую войну. Награждён орденом Святого Георгия 4-й степени (1905): 
За умелое и блестящее руководство огнём батареи в бою под Генсиху от 26 по 29 сентября 1904 года последствием чего было прекращение огня японских батарей, выбитие неприятельской пехоты из склонов. 29 сентября решительным огнём и энергичным управлением огня своих батарей способствовал отражению обходного движения японцев, чем дал возможность отрядам пережить критические минуты замолчать неприятельские батареи, открывшие огонь по нашему войску и тылу.
Также был награждён за отличия во время боевых действий орденами св. Станислава 1-й степени с мечами и св. Анны 1-й степени с мечами, а также Золотым оружием с надписью «За храбрость».

#### Бои за сопку Ключевую
В феврале 1905 года был начальником артиллерии отряда генерал-лейтенанта Ренненкампфа, действовавшего в районе Цинхэчен-Мацзяцзян во время Мукденского сражения. 16 февраля, в связи с болезнью генерала Экка, принял на себя обязанности командующего главными силами отряда, которые под его началом в этот день отразили три атаки японцев на сопку Ключевую. В конце дня Алиев в своём донесении писал: Пока держимся. Собираю со всех сторон одиночных людей для образования резерва. Ручных гранат до сих пор нет. С Божьей помощью надеюсь отстоять до утра. В течение ночи были отбиты ещё две атаки японцев, но 17 февраля после жестокого штыкового боя им удалось захватить сопку. Тогда Алиев лично возглавил две контратаки, которые, однако, из-за сильнейшего огня противника завершились лишь взятием кряжа близ сопки. Однако в русской армии этот результат был расценен как успех, так как позволил остановить наступление противника. Много лет спустя генерал А. И. Деникин в книге «Путь русского офицера» (переиздание — М.., 1991. С. 144—145) вспоминал, что

когда все силы сопротивления были истощены, все резервы израсходованы, фронт дрогнул. В это время храбрый артиллерийский генерал Алиев повёл в контратаку последние четыре знамённые роты четырёх полков, отбил сопку и водрузил знамёна на ней. Этот символический жест ничтожной горсти атакующих подбодрил занимавшие позиции войска, которые приостановили японское наступление.

В «Военной энциклопедии» этот эпизод описывается несколько иначе (что неудивительно, так как генерал Деникин писал свои мемуары в эмиграции по памяти):

Алиев во главе 8 взводов Дрисского и Черноярского полков и Забайкальского пешего батальона, с развёрнутыми знамёнами и музыкой, бросился в атаку и захватил гребень, немного не дойдя до Ключевой сопки.

18 февраля войскам под командованием Алиева удалось отбить атаку противника на занятый русскими войсками кряж. На следующий день он сдал командование главными силами выздоровевшему генералу Экку. Таким образом, в течение трёхдневных тяжёлых боёв артиллерист Алиев показал себя хорошим общевойсковым командиром. Эти качества позволили ему продолжить военную карьеру «на постах командира дивизии и армейского корпуса».

## Командир дивизии и корпуса

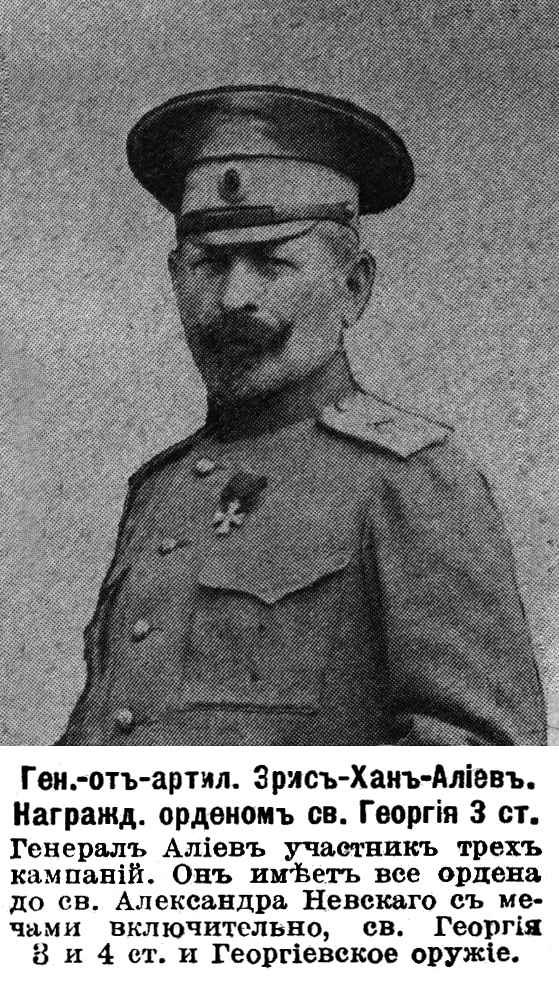
Генерал от артиллерии Эрис Хан Алиев, 1916 г.

13 августа 1905 года был назначен в распоряжение главнокомандующего на Дальнем Востоке. С 16 мая 1906 года командовал 5-й Восточно-Сибирской стрелковой дивизией. С 14 августа 1908 года — 2-м Сибирским армейским корпусом. Городская управа города Верхнеудинска 10 сентября 1911 года вынесла постановление о наименовании улиц в посёлке Нижняя Берёзовка. Одна из улиц посёлка была названа именем Алиева — Алиевской.
В 1913 году произведён в генералы от инфантерии, в марте 1914 года переименован в генералы от артиллерии. С 8 февраля 1914 года — командир 4-го армейского корпуса, которым командовал в течение всей Первой мировой войны. Участвовал в большинстве важнейших операций: Восточно-Прусской и Лодзинской, боях при Пултуске и Нареве, а также в тяжелейшем отступлении из Румынии. За отличия в боях под Варшавой был награждён орденом св. Георгия 3-й степени:
Лично руководя действиями 4-го армейского корпуса в боях к западу от Варшавы 28-го сентября — 6-го октября 1914 года и находясь при этом под неприятельским огнём, не только отразил целый ряд настойчивых атак германцев на части корпуса в районе Прушков — Пенцеце, при этом настолько решительно потеснил противника, что этим в значительной степени способствовал действиям 2-й армии и переходе её в общее наступление, закончившееся совершенным оттеснением противника от Варшавы.
Был награждён также орденами св. Александра Невского с мечами, Белого Орла с мечами. Находился в распоряжении Верховного главнокомандующего.

## Участие в гражданской войне

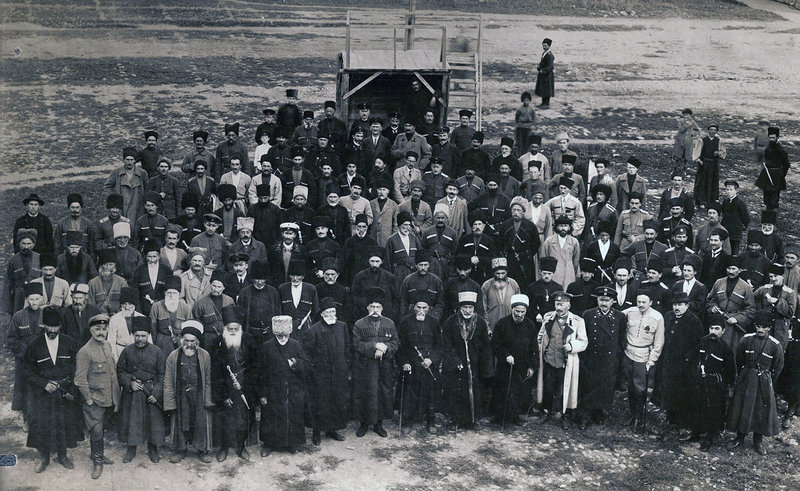
II съезд Союза горцев Северного Кавказа. Сентябрь 1917 года. Владикавказ. В первом ряду, шестой справа, стоит Алиев

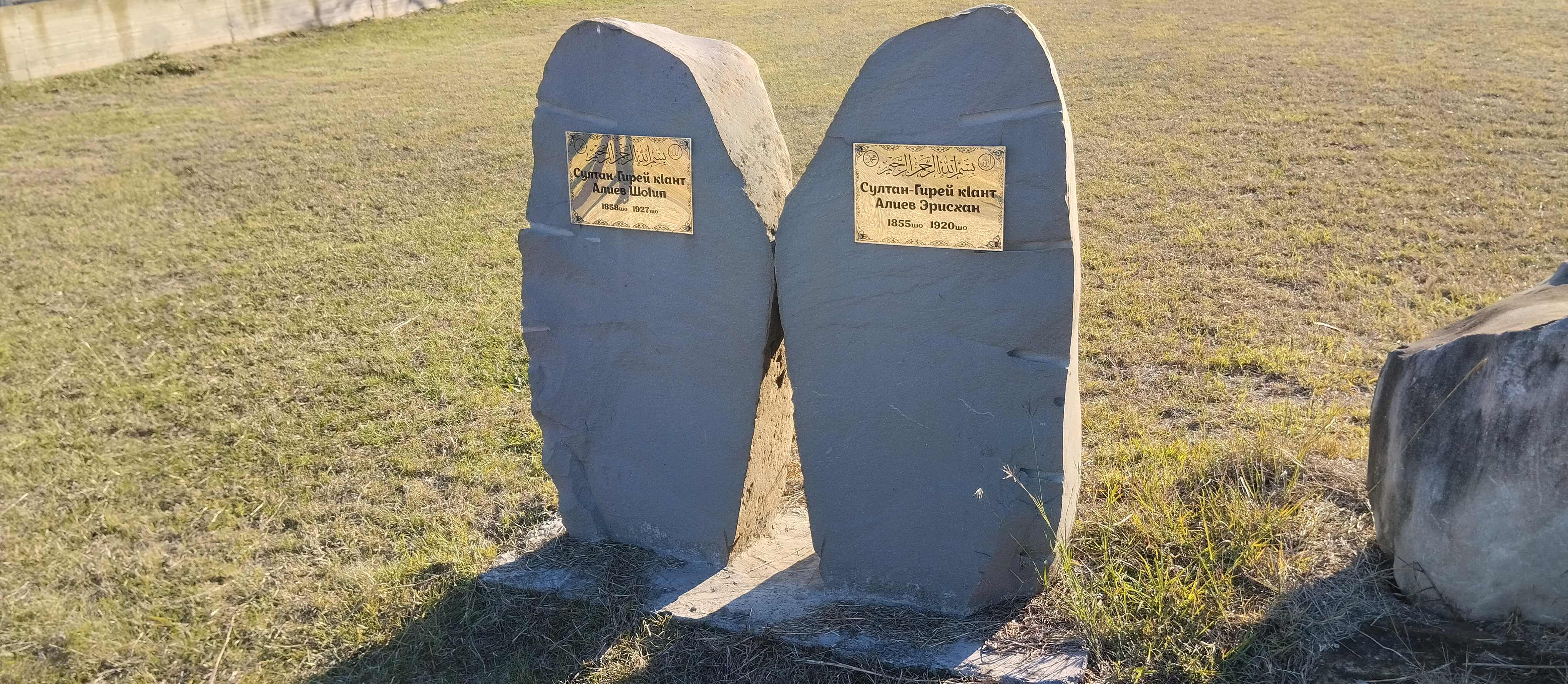
Могила Эрисхана Алиева (справа). Старые Атаги.

В мае 1917 года выехал из Петрограда в Чечню. Предложил свои услуги военного специалиста правительству горцев Кавказа. Получив отказ, в ноябре 1918 года был зачислен в распоряжение главнокомандующего Добровольческой армией. После занятия Чечни белыми войсками был избран в марте 1919 года на съезде чеченских народов Верховным правителем Чечни. По словам историка Василия Цветкова,

казалось бы, что это тот самый лидер, тот самый правитель, который сможет привести Чечню к долгожданному умиротворению. Но на самом деле оказалось так, что Алиев по существу, оказался заложником в руках добровольческой администрации, а именно, главноначальствующего Терско-дагестанского края — Эрдели. Главноначальствующий — должность, которая по замыслу Деникина, должна была бы стать должностью верховного контролёра над всеми правителями Чечни, Кабарды, Ингушетии, Дагестана. Вот эта должность по существу превратилась постепенно в должность диктатора. И уже вот к осени 1919 года авторитет правителей, авторитет того же самого Алиева, авторитет генерала Халилова, который Деникиным был назначен на должность правителя Дагестана, их авторитет постепенно падает.

В качестве правителя Алиев оказался в крайне невыгодной ситуации. С одной стороны, чеченцы возлагали на него ответственность за все действия командования белых войск, в том числе за разгром нелояльных чеченских аулов. С другой стороны, белые считали, что чеченская администрация Алиева не в состоянии справиться с волнениями среди своих соотечественников. В знак протеста против жёсткой политики генерала Эрдели Алиев подал в отставку.
После отхода частей Добровольческой армии из Терской области Алиев арестован большевиками, заключён в тюрьму города Грозный и расстрелян в Грозном по приговору ревтрибунала. Существует и иная (вероятно, ошибочная) версия — о том, что он эвакуировался с белыми в Грузию и затем в Турцию.
Похоронен в селе Старые Атаги.

## Награды
1. Св. Анны 3-й ст. с мечами и бантом (11.7.1877),
2. Св. Станислава 3-й ст. с мечами и бантом (22.1.1878),
3. Св. Станислава 2-й ст. (30.8.1890),
4. Св. Анны  2-й ст. (30.8.1894),
5. Св. Владимира 4-й ст. (14.5.1896),
6. Св. Владимира 3-й ст. (23.9.1903),
7. Св. Георгия 4-й ст. (30.11.1904, утвержден 1.11.1905),
8. Золотое оружие (30.6.1905, утверждено 27.1.1906),
9. Св. Станислава  1-й ст. с мечами (25.9.1905),
10. Св. Анны  1-й ст. м. (5.1.1906),
11. Св. Владимира 2-й ст. (6.12.1911),
12. Белого орла с мечами (25.10.1914),
13. Св. Апостола Андрея Первозванного (1915, был назначен и утверждён, но не вручён из за вераисповедания)
14. Св. Александра Невского с мечами (8.7.1915),
15. Св. Георгия 3-й ст. (26.10.1915).

## Родственники
- Дочь Хабира была замужем за генералом Халиловым[7], имела двух сыновей и трех дочерей.
- Алиева, Тамара Шугаиповна — племянница, советская и российская актриса, певица, эстрадная танцовщица, конферансье, кукловод, Народная артистка Чечено-Ингушской АССР, Заслуженная артистка РСФСР.